# Zoran Mustur
Zoran Mustur, né le 12 juillet 1953 à Herceg Novi en République fédérative socialiste de Yougoslavie, est un joueur de water-polo international yougoslave. Il remporte la médaille d'argent lors des Jeux de Moscou en 1980 avec l'équipe de Yougoslavie.

## Palmarès

### En sélection
- Yougoslavie
  - Jeux olympiques :
    - Médaille d'argent : 1980.

  - Jeux méditerranéens :
    - Vainqueur : 1979.